# Сборник аэронавигационной информации
Сборник Аэронавигационной Информации (AIP от англ. Aeronautical Information Publication) — публикация выпускаемая каждым государством (или от его имени), которая  используется пилотами для осуществления безопасного полёта. В сборниках содержится долгосрочная аэронавигационная информация, а также требованиям по организации воздушного движения, таможенному, пограничному и санитарному контролю и административные требования.

## Содержание сборника
Сборник включает в себя:
- Схемы аэропортов:

1. Информацию по аэродрому
2. Карту аэродром
3. Карту аэродромного наземного движения/после посадки/для взлёта
4. Карту района
5. Карту стандартного вылета по приборам/визуальным правилам
6. Карту стандартного прибытия по приборам/визуальным правилам
7. Карту стандартного захода по приборам/визуальным правилам
8. Карту для захода на посадку

- Узловые диспетчерские районы:

1. Карту района
2. Карту транзитных маршрутов
3. Карту запретных зон района

- Информационные карточки по организации воздушного движения для каждого района
- Таможенные, пограничные и санитарные требования для каждого района.[2]

## Создание и изменения сборника
В каждой стране данный сборник издаётся циклами государственным органом и считается государственным документом.

## Сборник на территории РФ
В России за это отвечает ЦАИ ГА. Они контролируют изменения в аэропортах России и районных центров и вносят поправки в данный сборник. Он должен соответствовать новым правилам ООН, а также стандартам ICAO. В настоящее время ЦАИ ГА выпускает сборник в 4-х книгах и поставляет его с 10 картами-схемами.